# Quartier Dervallières - Zola
Le quartier Dervallières - Zola est un des onze quartiers de Nantes, en France.

## Description
Ce quartier est délimité :
- à l'ouest par la commune de Saint-Herblain, dont les limites sont marquées par les boulevards du Massacre et du Tertre, ainsi que par le rond-point Abel-Durand ;
- au nord, par le cours de la Chézine (comprenant la partie sud-ouest du parc de Procé) jusqu'à la rue Marie-Anne-du-Boccage ;
- à l'est, par les rues de Gigant, Lamoricière, la place René-Bouhier, les rues Charles-Brunellière et Mazagran ;
- au sud, par le quai de la Fosse (entre la rue Mazagran et la place de Jacksonville), puis les boulevards Salvador-Allende, Benoit-Frachon, René-Coty, Léon-Jouhaux et Émile-Romanet.

Selon l'Insee, il est constitué de 10 micro-quartiers : Canclaux, Contrie, Dervallières-Chézine, Durantière, Grillaud-Procé, Joncours-Procé, Mellinet, Petit Bois, Quai de la Fosse et Zola.

## Dénomination
Le premier vocable fait référence au quartier des Dervallières situé dans sa partie occidentale, tandis que le second vocable est en rapport avec la place Émile-Zola, se trouvant dans sa partie orientale.

## Les micro-quartiers
Selon l'Insee, il est constitué de 10 micro-quartiers.

### Canclaux
Son nom fait référence à la place Canclaux autour duquel il est localisé.

### Contrie
La rue de la Contrie est l'une des principales artères de ce micro-quartier qu'elle traverse d'est en ouest.

### Dervallières-Chézine

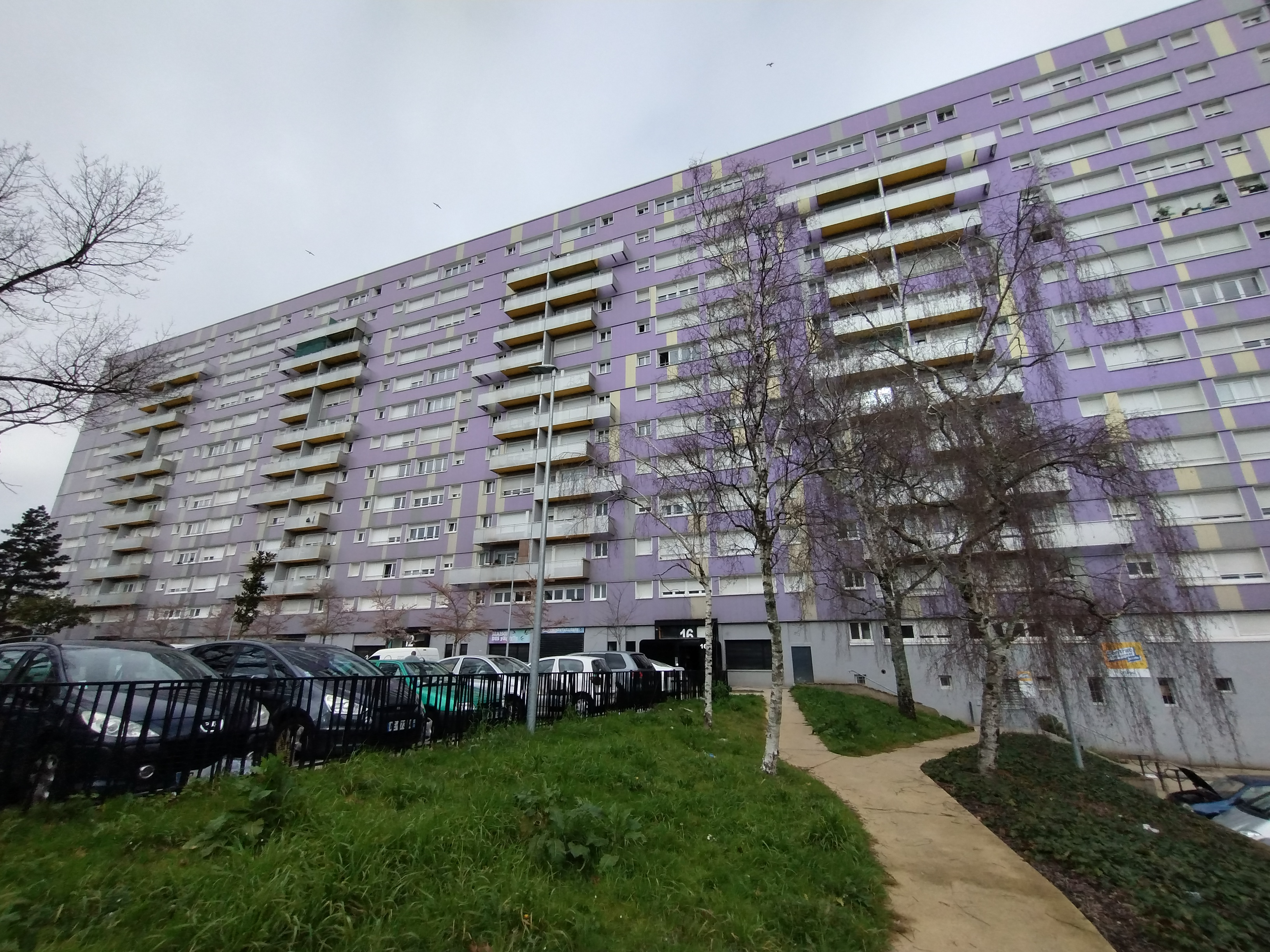
Barre d'immeuble Watteau, quartier des Dervallières.

Le quartier des Dervallières est une des plus anciennes cités HLM de la ville qui comptait 4 884 habitants en 2006. Son nom est associé à la Chézine qui arrose ce quartier au nord

### Durantière
Son nom fait référence à la rue de la Durantière qui traverse ce micro-quartier d'est en ouest.

### Grillaud-Procé
Le premier vocable fait référence à la rue de Grillaud, l'une des artère les plus centrales du quartier, le second évoque toujours le parc de Procé situé au nord du micro-quartier (la portion sud-ouest du parc sur la rive droite de la Chézine est d'ailleurs rattachée à celui-ci).

### Joncours-Procé
Si le premier vocable fait référence à la rue Joncours (une des principales artères du quartier), le second évoque le parc de Procé situé à son extrémité nord-est.

### Mellinet
Ce micro-quartier est né autour de la place Général-Mellinet.

### Petit Bois
C'est la place du Petit-Bois a donné son nom à ce micro-quartier.

### Quai de la Fosse
Son nom fait référence au quai de la Fosse.

### Zola
Son nom évoque la place Émile-Zola autour duquel est construit.

## Démographie
Avec plus de 33 500 habitants, le quartier Dervallières - Zola est le quartier le plus peuplé de la ville. Sa population présente un certain déficit pour la tranche d'âge 15-24 ans dû au fait d'un certain éloignement des campus de l'université. Deux classe d'âge sont néanmoins sur-représentées : les moins de 15 ans (17 % de la population) et les 60-74 ans, mais cette dernière est la seule classe pour laquelle les effectifs ont diminué
dans le quartier depuis 1990.

## Administration
Le quartier compte actuellement une mairie annexe située place des Dervallières dans le quartier homonyme.